# HD 28929
HD 28929，又名BD+28 666，SAO 76654、HR 1445，是一颗恒星，视星等为5.88，位于銀經170.77，銀緯-12.53，其B1900.0坐标为赤經4h 28m 22.4s，赤緯+28° -12.53′ 7″。